# علی‌اصغر بهرامی
علی‌اصغر بهرامی (ع.ا. بهرامی) (زادهٔ ۱۳۱۹ در شیراز – درگذشتهٔ ۲۴ خرداد ۱۴۰۲) مترجم ایرانی بود.

## زندگی
بهرامی در شیراز زاده شد. از چهار سالگی به‌مدت ده سال در نی‌ریز زندگی کرد و سپس به شیراز برگشت و دیپلم پایان تحصیلات متوسطه را از دبیرستان شاهپور این شهر گرفت. تحصیلات دانشگاهی‌اش را در رشتهٔ زبان و ادبیات انگلیسی در شیراز و سپس در زمینهٔ تدریس زبان انگلیسی در سیدنی انجام داد. او پس از چند سال تدریس در سمنان این کار را در شیراز ادامه داد. او پس از بازنشستگی برای سکونت به تهران آمد.
همسر وی فرنگیس مزداپور نیز استاد دانشگاه و مترجم است.